# Seznam osobností vyznamenaných 28. října 2003
Seznam osobností, které prezident České republiky Václav Klaus vyznamenal nejvyššími státními vyznamenáními 28. října 2003.

## Řád Bílého lva

### III. třídy
- genmjr. Alois Šiška (in memoriam)

## Řád Tomáše Garrigua Masaryka

### III. třídy
- Luisa Abrahams
- PhDr. Emil Ludvík
- JUDr. Antonín Sum, CSc.
- Mons. ThDr. Jaroslav Škarvada
- JUDr. Lubomír Voleník (in memoriam)

## Medaile Za hrdinství
- podpraporčík Roman Macharáček
- Jaroslav Novák

## Medaile Za zásluhy

### I. stupně
- Adolf Born
- Jiří Kodet

### II. stupně
- Vlasta Průchová
- Prof. MUDr. Pavel Klener, DrSc.
- Prof. Josef Liesler
- Prof. Ing. arch. Ivan Ruller
- Prof. Zuzana Růžičková
- Prof. MUDr. Vratislav Schreiber
- Prof. Václav Snítil
- RNDr. Ivan Šetlík, CSc.
- Prof. JUDr. František Vencovský
- Dana Zátopková